# Uriel Jones
Pour les articles homonymes, voir Uriel (homonymie).
Uriel Jones, né le 13 juin 1934 à Détroit et décédé le 24 mars 2009 à Dearborn, était un batteur américain membre du groupe The Funk Brothers de 1963 à 1972. Il était marié et père de trois enfants.
Il fut initialement recruté par la Motown Records avec Richard Allen comme complément pour le batteur Benny Benjamin par suite de la santé fragile de celui-ci. Jones travaillera sur des hits tels que Ain't No Mountain High Enough ou I Heard It Through the Grapevine.
Art Blakey comptait parmi ses influences les plus notables.
Jones apparaît dans Standing in the Shadows of Motown, un film documentaire de 2002.